# Ганна Консек
Ганна Консек (пол. Hanna Konsek; нар. 21 січня 1987, Рибник, Польща) — польська футболістка, захисниця німецького клубу «Блау-Вас Гоєн» та національної збірної Польщі.

## Клубна кар'єра
Футболом розпочала займатися в клубі РКП (Рибник), перед тим, як у 2002 році у віці 15 років приєдналася до юнацької команди «Унія» (Ратибор). Там вона стала найкращою гравчинею, а в 2008 році стала капітаном ратиборської команди. Декілька разів вигравала звання найкращої бомбардирки та найкращої футболістки Першої та Другої ліг. У плей-оф Екстракляси вона отримала серйозну травму (перелом ноги) 13 січня 2014 року підписала контрак з «Блау-Вайс Гоєн Ноєндорф» з Другої Бундесліги.
Після шести місяців у «Блау-Вайс Гоєн Ноєндорф» перейшла до «Любарс», де до кінця 2015 року провела 22 матчі. На початку 2016 року повернулася до «Блау-Вайс Гоєн Ноєндорф».

## Кар'єра в збірній
Провела 18 матчів у футболці молодіжної збірної Польщі (WU-19).
Викликається до складу національної збірної Польщі з 2006 року, а на міжнародному рівні дебютувала 23 вересня у кваліфікаційному матчі чемпіонату світу 2007 року.

## Досягнення
- Екстракляса
  -  Чемпіон (5): 2009, 2010, 2011, 2012, 2013

- Кубок Польщі
  -  Володар (3): 2010, 2011, 2012